# Saxicavella nybakkeni
Saxicavella nybakkeni är en musselart som beskrevs av Scott 1994. Saxicavella nybakkeni ingår i släktet Saxicavella och familjen Hiatellidae. Inga underarter finns listade i Catalogue of Life.